# Tőzegeper
A tőzegeper vagy mocsári pimpó (Potentilla palustris) a rózsavirágúak (Rosales) rendjébe, a rózsafélék (Rosaceae) családjába, a pimpó (Potentilla) nemzetségbe tartozó, Magyarországon fokozottan védett faj.

## Jellemzői

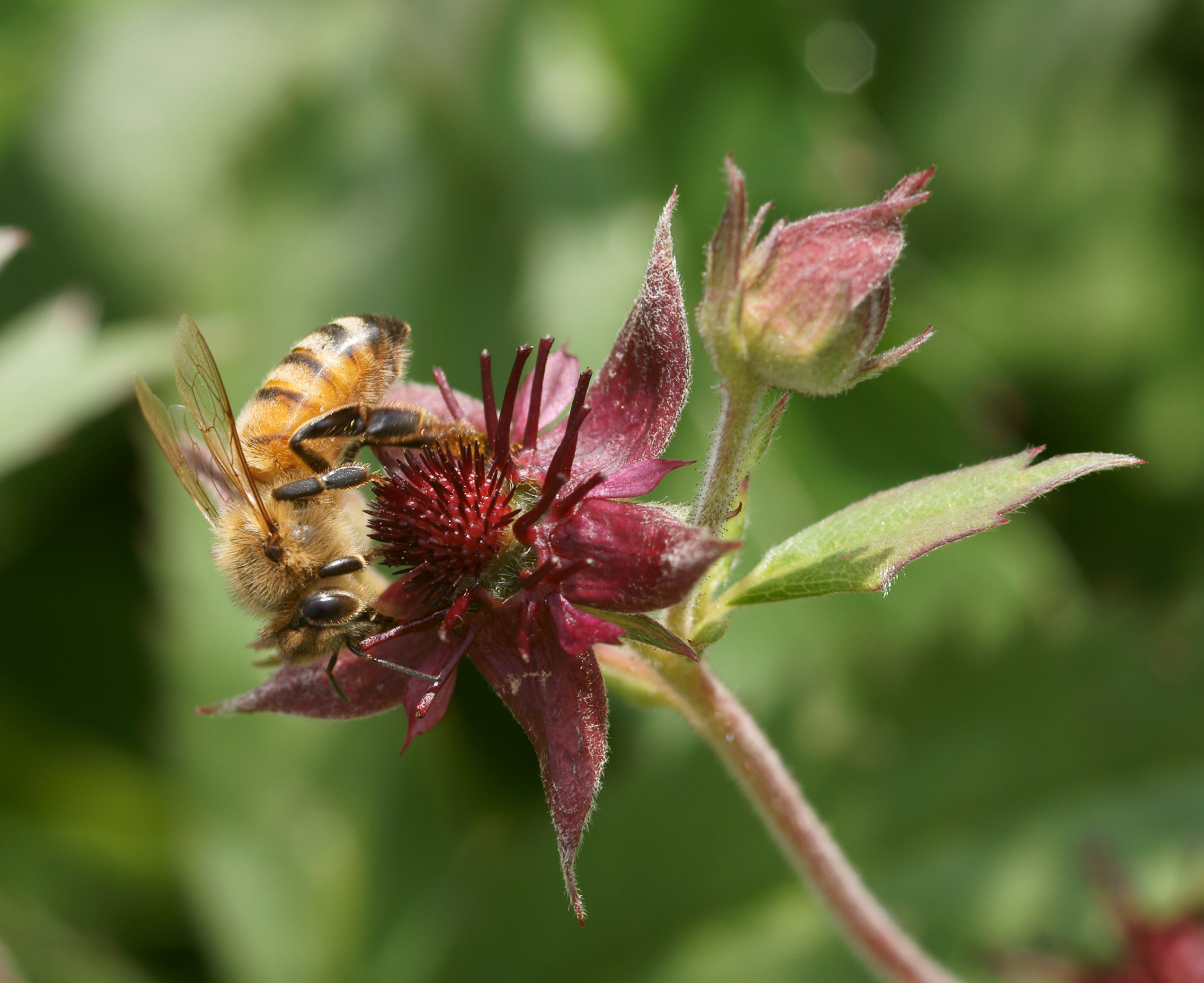
Házi méh tőzegeper virágán

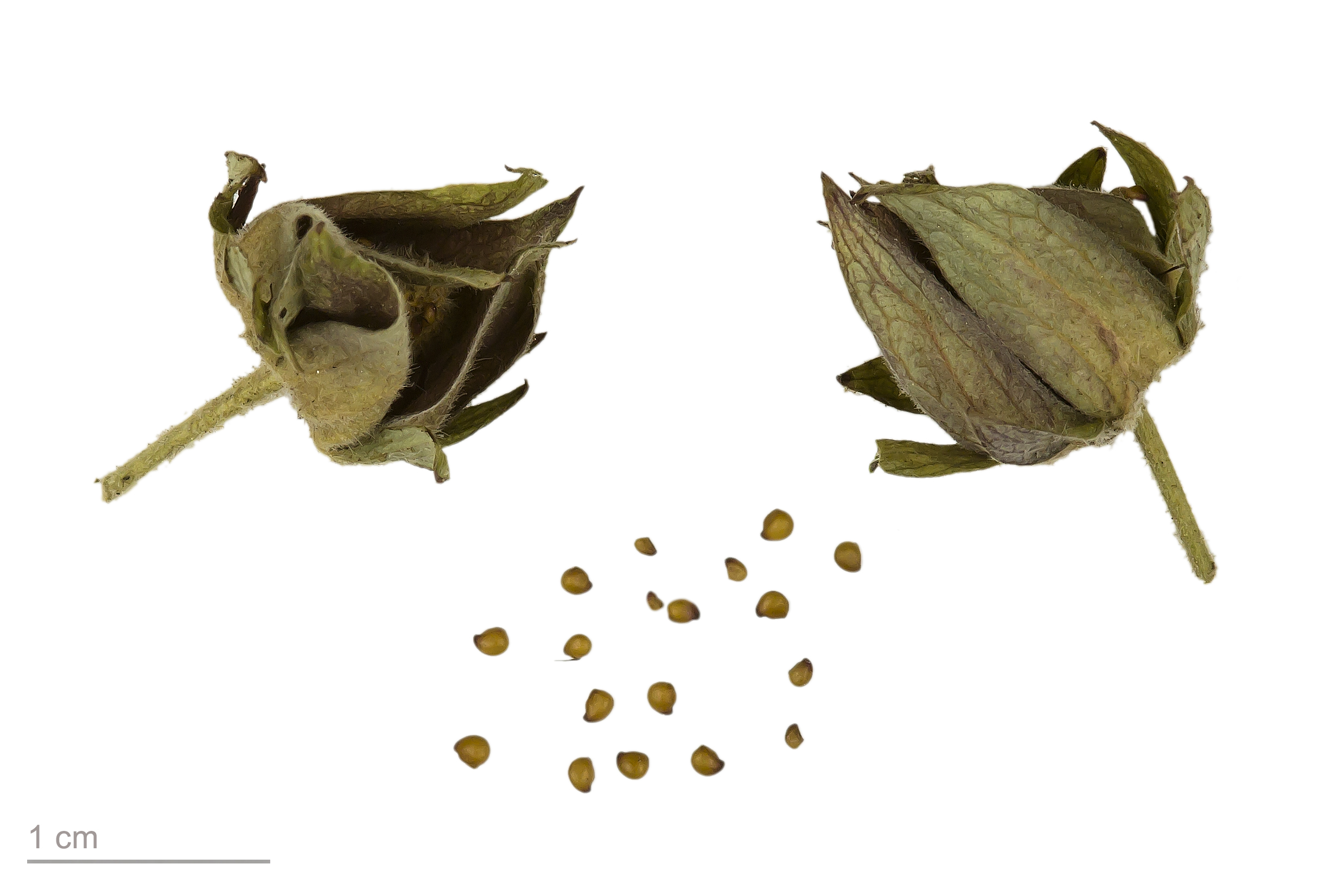
Comarum palustre

20–40 cm magas, hosszan kúszó, fás gyöktörzsű, tövén heverő, tarackoló, évelő növény. Szárának felső része ágas. Az egész növény pirosas. A levelek páratlanul szárnyasak, 5-7 levélkéjűek, a levélkék hosszúkás-lándzsásak, fűrészes szélűek, fonákuk fehéres. A virágok laza fürtben nyílnak, a szirmok sötét bíborszínűek, a csészéknél rövidebbek. A terméskék kopaszok. Védett, mészkerülő, nálunk jégkorszaki reliktum faj. Június-júliusban virágzik.

## Élőhelye
Láperdőkben, lápréteken, fűzlápokban, égerlápokon. Hazánkban a Balatonfelvidéken, a Hanságban, Nyírségben fordul elő.